# Cactusspecht
De cactusspecht (Melanerpes cactorum) is een vogel uit de familie Picidae.

## Verspreiding en leefgebied
Deze soort komt voor van Bolivia en westelijk Paraguay tot het noordelijke deel van Centraal-Argentinië.

## Status
De grootte van de populatie is niet gekwantificeerd maar de soort wordt omschreven als algemeen. Op de Rode lijst van de IUCN heeft deze soort de status niet bedreigd.